# Machado (Minas Gerais)
Pour les articles homonymes, voir Machado.
Machado est une municipalité brésilienne de l'État du Minas Gerais et la Microrégion d'Alfenas.